# Чайковые
Ча́йковые (лат. Laridae) — семейство птиц отряда ржанкообразных, обитающих в морских акваториях либо внутренних водоёмах, а также в пределах населённых пунктов. Известны с олигоцена.
В семейство включают 23 рода и 104 вида, в том числе таксоны, ранее входившие в семейства водорезовых (Rynchopidae) и крачковых (Sternidae).

## Таксономия
Международный союз орнитологов относит к семейству 23 рода и 104 вида:
- Водорезы
  - Rynchops — Водорезы (3 вида)
  - Gygis — Белые крачки (белая крачка)
  - Anous — Глупые крачки (5 видов)
- Крачки
  - Onychoprion (4 вида)
  - Sternula (7 видов)
  - Phaetusa (большеклювая крачка)
  - Gelochelidon — Чайконосые крачки (2 вида)
  - Hydroprogne (чеграва)
  - Larosterna (крачка-инка)
  - Chlidonias — Болотные крачки (4 вида)
  - Sterna (13 видов)
  - Thalasseus — Хохлатые крачки (8 видов)
- Чайки
  - Creagrus (галапагосская чайка)
  - Hydrocoloeus (малая чайка)
  - Rhodostethia (розовая чайка)
  - Rissa (моевки) (2 вида)
  - Pagophila (белая чайка)
  - Xema (вилохвостая чайка)
  - Saundersilarus (китайская чайка)
  - Chroicocephalus (10 видов)
  - Leucophaeus (5 видов)
  - Ichthyaetus (6 видов)
  - Larus — Чайки (25 видов)

## Описание
Чайки представляют собой довольно единообразную группу птиц, члены которой хорошо узнаваемы и порой трудно отличимы друг от друга. Их характерными признаками служат массивное тело, длинные изогнутые крылья средней длины. Клюв от тонкого заострённого до массивного крючковатого. Хвост недлинный, иногда вильчатый. Ноги укорочены, с хорошо развитыми плавательными перепонками.
Размеры чаек варьируют в пределах от 25 до 81 см, а масса от 100 г до 2 кг. Самым маленьким представителем семейства считается малая чайка (Larus minutus) — её масса составляет всего 100—150 г, длина от 27 см, а размах крыльев ок. 70 см. Самым крупным — морская чайка (Larus marinus) — её масса может превышать 2 кг, длина до 79 см, а размах крыльев до 176 см. Однако в большинстве своём это крупные или средних размеров птицы.
Оперение белого или светло-серого окраса, зачастую с чёрными отметинами на голове и крыльях. Цвет меняется в зависимости от возраста и сезона. Верхняя и нижняя часть тела, как правило, контрастные — тёмный верх чередуется со светлым белым низом. Полагают, что светлое брюхо чаек скрывает их от рыбы, за которой птицы охотятся. У некоторых некрупных видов чаек, как например у делавэрской чайки (Larus delawarensis) или морского голубка (Larus genei) в период брачного сезона нижняя часть тела приобретает светло-розовые либо бежевые тона, которые затем быстро исчезают. Молодые, недостигшие половой зрелости птицы выглядят несколько иначе, чем взрослые — большая часть их оперения покрыта тёмными пестринами, пятнами, полосками — такой камуфляж скрывает птиц от наземных хищников. Сроки приобретения брачного наряда различаются у разных видов — в отдельных случаях выделяют 2-,3- и 4-годичные циклы. Замечена определённая закономерность — чем крупнее вид, тем дольше длится цикл. Например, обыкновенная, или озёрная чайка (Larus ridibundus) уже через два года приобретает «взрослый вид». У сизой чайки (Larus canus) этот период занимает три года, а у серебристой (Larus argentatus) все четыре. Если в брачном наряде принадлежность конкретной особи к определённому виду, как правило, не вызывает затруднений, то у недостигших половой зрелости птиц морфологические особенности могут быть заметны только для специалиста. Самцы и самки раскрашены одинаково, хотя по размеру могут незначительно различаться друг от друга.
Оперение плотное, с обильным мягким пухом, снаружи покрыто водонепроницаемой смазкой. Крылья заострённые, достаточно длинные, однако несколько короче и шире, чем у крачек, водорезов или поморников. По сравнению с буревестниковыми крылья более широкие и изогнутые. За исключениям нескольких видов, у всех чаек окончания крыльев чёрные. Хвост обычно короткий, с 12 рулевыми перьями, у большинства видов закруглённый. Важной характеристикой чаек является строение клюва — прямой, сжат с боков и слегка изогнут на конце (для сравнения, у крачек клюв конический и прямой на конце, а у поморников и буревестников крючковатый).
Чайковые прекрасно летают, хорошо ходят и плавают, могут пикировать за добычей, ныряя неглубоко.

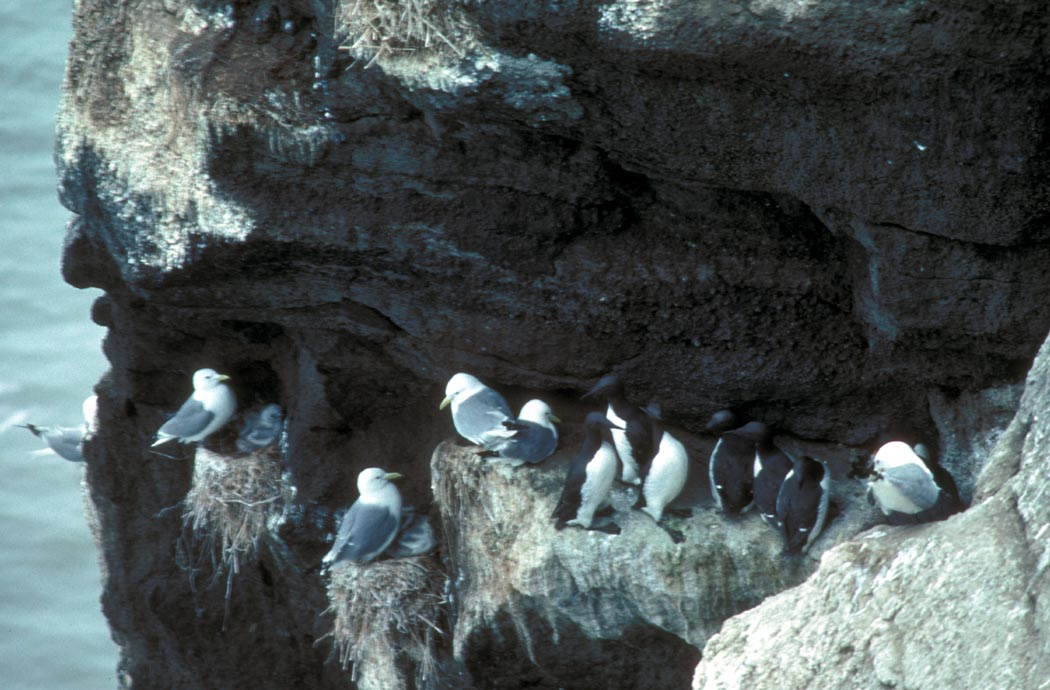
Гнездящиеся моевки (Rissa tridactyla) и тонкоклювые кайры (Uria aalge)

## Распространение
Обычно держатся скоплениями, стаями. Чайки широко распространены в мире, в том числе и в приполярных широтах. В основном они ассоциируются с прибрежными морскими водами и внутренними водоёмами, однако многие из них уже давно обосновались вблизи человека, став синантропами — стаи чаек ищут себе пропитание в населённых пунктах, на мусорных свалках, скотобойнях, пашнях и вблизи рыболовецких судов. Доступность корма привела к резкому увеличению популяции чаек — например, только в Северном море 30 %, а в некоторых районах и до 70 % всего рациона птиц приходится на отбросы рыболовства. Для большинства характерны сезонные миграции.

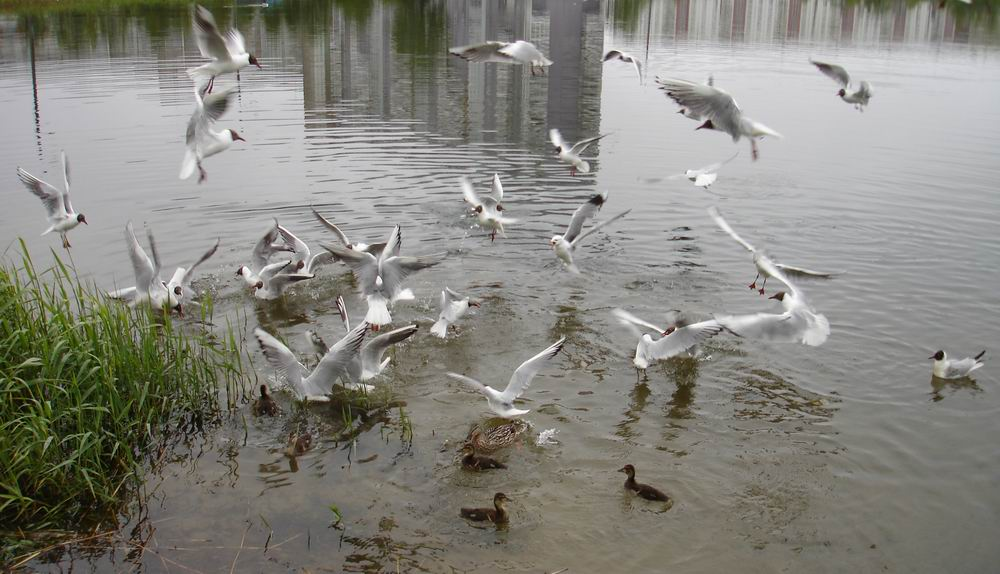
Озеро Чаячье на острове Ягры, г. Северодвинск

## Размножение

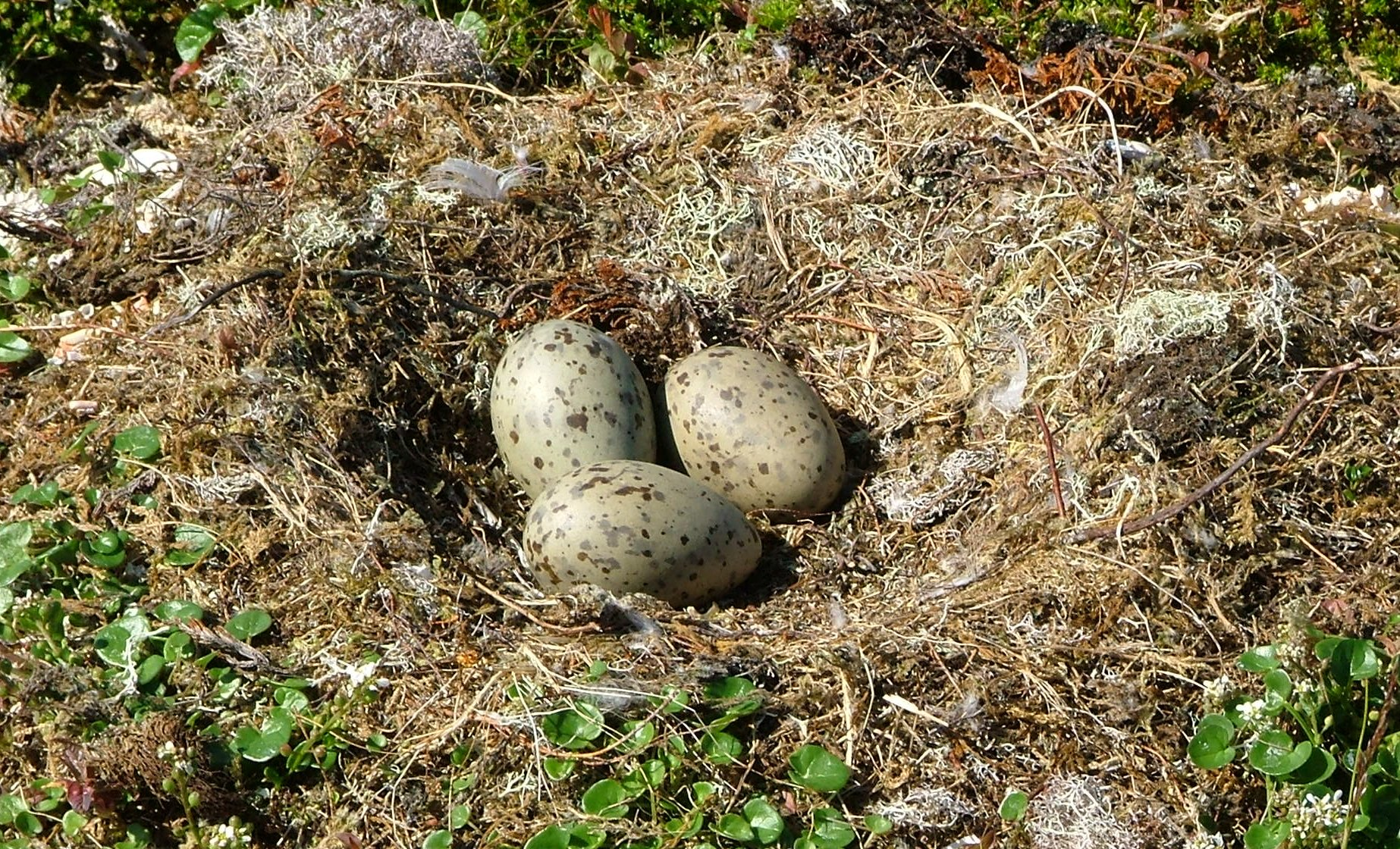
Гнездо морской чайки

Обычно гнездятся колониями, состоящими от нескольких до нескольких сотен пар чаек, а иногда совместно с утками, поганками, бакланами, цаплями и другими водными птицами. В условиях умеренного или арктического климата большинство чайковых гнездится один раз в год и примерно в одно и то же время.
Некоторые южные виды, как например обитающая на Галапагоссах галапагосская чайка (Creagrus furcatus), гнездится в любое время года. В случае, если первая кладка утрачена, самка может отложить яйца повторно. Все виды моногамны; как правило, пары сохраняются в течение длительного времени. Во время брачного периода происходит ритуальное кормление самцом самки; в задачи самца также входит выбор расположения гнезда и его обустройство. Гнездо располагается прямо на земле — на прибрежных скалах, низких островах, сплавинах, морском пляже, в устье реки, в тундре, в болотистой местности или на берегу озера. Несколько необычное для семейства место гнездовий у обитателя Чили и Эквадора серой чайки (Larus modestus) — в период размножения она покидает побережье Тихого океана и углубляется в безводную пустыню Атакама, где и откладывает яйца. В некоторых случаях, как например, у магеллановой, или серой чайки (Larus scoresbii), оно представляет собой простое углубление в земле без выстилки, однако чаще всего состоит из груды камешков или растительности.
Как правило, кладка состоит из двух или трёх яиц, обычно тёмно-бурого цвета с пятнами. Реже общий фон яиц может быть голубовато-зелёный либо оливковый. Оба члена пары насиживают яйца, однако большую часть времени проводит в гнезде самка, пока самец охраняет территорию. Инкубационный период в целом составляет от 20 до 30 дней, однако у большинства видов длится 24-26 дней. Птенцы обычно полувыводкого типа, после вылупления они покрыты густым пухом бледно-серого или палевого цвета с пестринами, что камуфлирует их на фоне местности и помогает укрыться от хищников. В течение одной или двух недель птенцы остаются в гнезде, где за ними ухаживают оба родителя. У некоторых видов птенцы выводкого типа — они уже в течение нескольких часов покидают гнездо и прячутся на воде. Период оперения, когда птицы начинают летать, длится от четырёх до шести недель, и если птенцы не потревожены погодными условиями или хищниками, они весь этот период остаются с родителями. У небольших видов чаек половая зрелость молодых птиц наступает через 2—3 года, у крупных позже — иногда только через 5 лет.

## Питание
Большинство чаек являются плотоядными, но рацион их необычайно широк — от насекомых до других птиц, например воробьёв и некрупных наземных млекопитающих. Корм добывают как на воде, так и на суше — на океанских просторах, в прибрежной зоне, во всевозможных внутренних водоёмах, заливных лугах и засеянных полях. Питаются водными объектами от планктона до рыбы. Хорошо держатся на воде, но ныряют крайне редко. Охотятся за рыбой, моллюсками, ракообразными, летающими и водными насекомыми. Разоряют гнёзда других птиц, питаясь их яйцами. Моллюсков, покрытых толстой раковиной, бросают с высоты 10-20 м, тем самым разбивая скорлупу. Кроме того, многие чайки охотно поедают падаль или ищут себе пропитание среди пищевых отходов на свалках и вблизи рыболовецких судов. Некоторые виды могут улетать на кормёжку на десятки километров от водоёмов. Кроме животной пищи, также поедают семена и ягоды, а также отбросы растительного происхождения.

## Чайковые в России
На территории России можно встретить 23 вида чайковых.
| Вид                                            | Где можно встретить в России | Статус                     |
| ---------------------------------------------- | --- | -------------------------- |
| Морской голубок (Chroicocephalus genei)        | Солёные и солоноватые озёра юга Европейской части России | Обычный вид                |
| Озёрная чайка (Chroicocephalus ridibundus)     | Морское побережье, внутренние водоёмы, населённые пункты. Европейская часть России, Сибирь южнее лесотундры, Дальний Восток                                        | Обычный вид                |
| Китайская чайка (Chroicocephalus saundersi)    | На территории России залётный вид — встречается близ Владивостока, в Уссурийском крае, на Сахалине, в Сихотэ-Алинском заповеднике                                  | Уязвимый вид               |
| Черноголовый хохотун (Ichthyaetus ichthyaetus) | Водоёмы степной зоны — долина реки Маныч, о. Малый Жемчужный (Каспий), дельта Волги, озеро Чаны                                                                    | Редкий вид                 |
| Реликтовая чайка (Ichthyaetus relictus)        | Юго-восточное Забайкалье, гнездилась на озере Барун-Торей | Исчезающий вид             |
| Серебристая чайка (Larus argentatus)           | Прибрежные регионы Балтийского и Белого морей, побережье Северного Ледовитого океана восточнее Таймыра, Каспийское море, озёра Западной Сибири и юга-востока Алтая | Обычный вид                |
| Хохотунья (Larus cachinnans)                   | Побережье Чёрного и Каспийского морей | Обычный вид                |
| Сизая чайка (Larus canus)                      | Широкое распространение почти на всей территории России | Обычный вид                |
| Чернохвостая чайка (Larus crassirostris)       | Дальний Восток, Курильские острова | Обычный вид                |
| Клуша (Larus fuscus)                           | Гнездится на северо-западе России от Кольского полуострова до Прибалтики и Онежского озера. Зимует на Чёрном море.                                                 | Обычный вид                |
| Восточная клуша (Larus fuscus heuglini)        | Внутренние водоёмы | Обычный вид                |
| Серокрылая чайка (Larus glaucescens)           | Командорские острова | Обычный вид                |
| Полярная чайка (Larus glaucoides)              | Побережье Северного Ледовитого океана | Обычный вид                |
| Бургомистр (Larus hyperboreus)                 | Гнездится на Кольском полуострове, побережье Белого и Баренцева морей, Новой Земле и прилегающих территориях                                                       | Обычный вид                |
| Морская чайка (Larus marinus)                  | Финский залив, северное морское побережье от Кольского полуострова и прилегающих островов на западе до острова Вайгач на востоке.                                  | Обычный вид                |
| Средиземноморская чайка (Larus michahellis)    | Побережье Чёрного и Балтийского морей | Обычный вид                |
| Малая чайка (Larus minutus)                    | Заросшие озёра, травяные болота Средней полосы России от Калининградской области до Забайкалья                                                                     | Обычный вид                |
| Тихоокеанская чайка (Larus schistisagus)       | Дальний Восток к югу от Корякского побережья Берингова моря | Обычный вид                |
| Белая чайка (Pagophila eburnea)                | Острова Северного Ледовитого океана | Вид, близкий к угрожаемому |
| Розовая чайка (Rhodostethia rosea)             | Тундровая зона Восточной Сибири в промежутке между дельтой реки Яны в Якутии и Чаунской низменностью на Чукотке, полуостров Таймыр. Эндемик России.                | Обычный вид                |
| Моевка (Rissa tridactyla)                      | Морские побережья России | Обычный вид                |
| Красноногая говорушка (Rissa brevirostris)     | Командорские острова | Уязвимый вид               |
| Вилохвостая чайка (Xema sabini)                | Приморские материковые тундры и острова в высоких широтах | Обычный вид                |

## Галерея

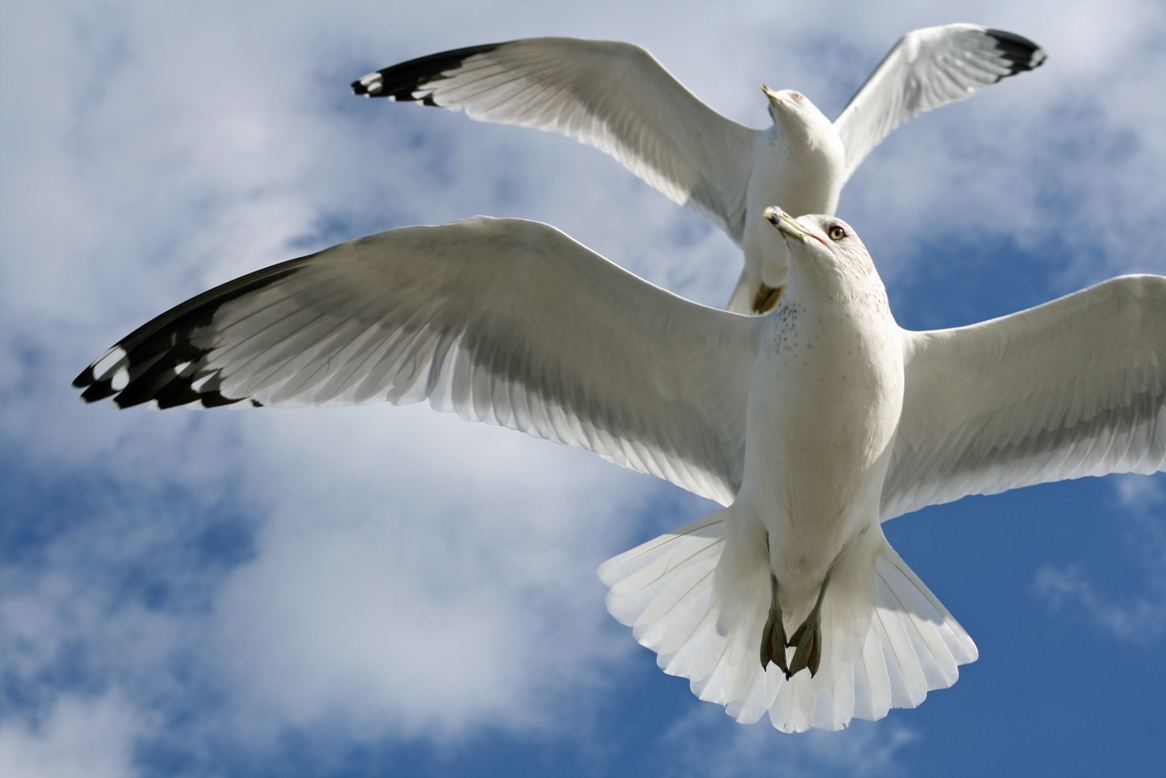
Чайки над Чесапикским заливом
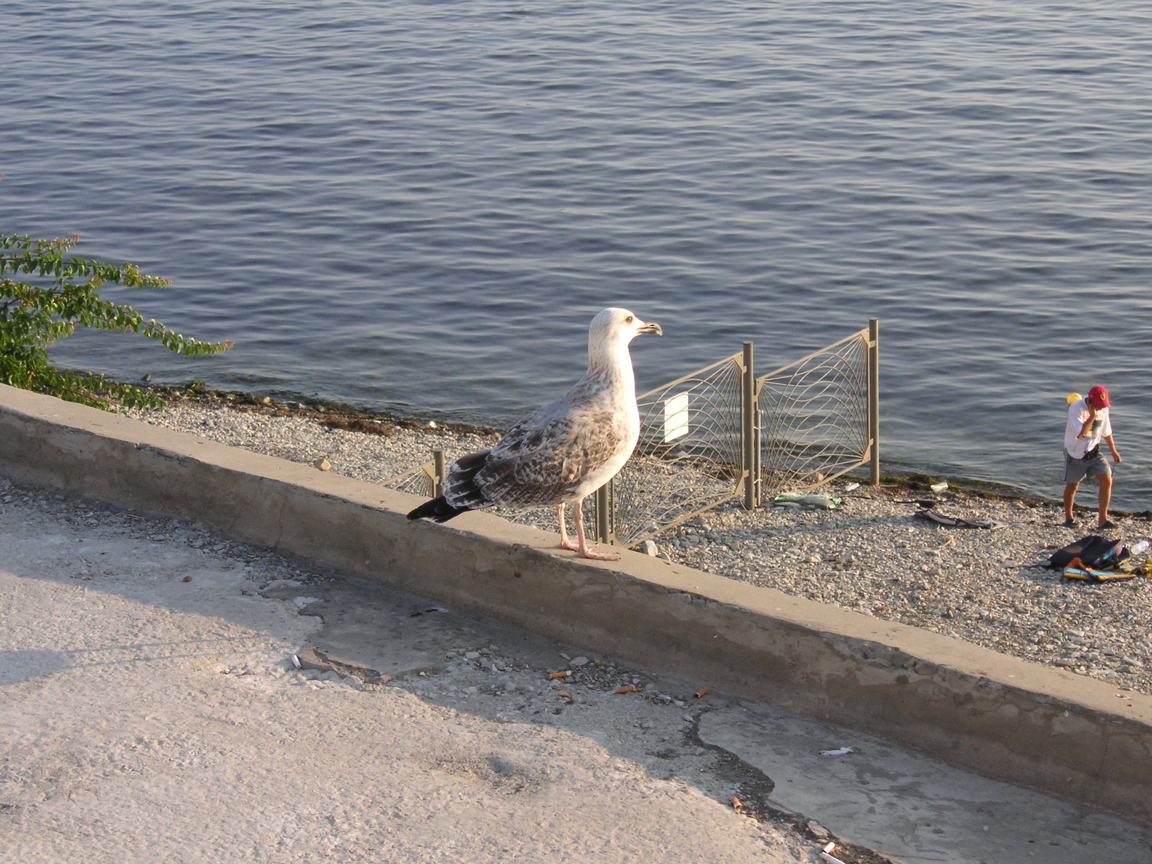
Чайка на закате
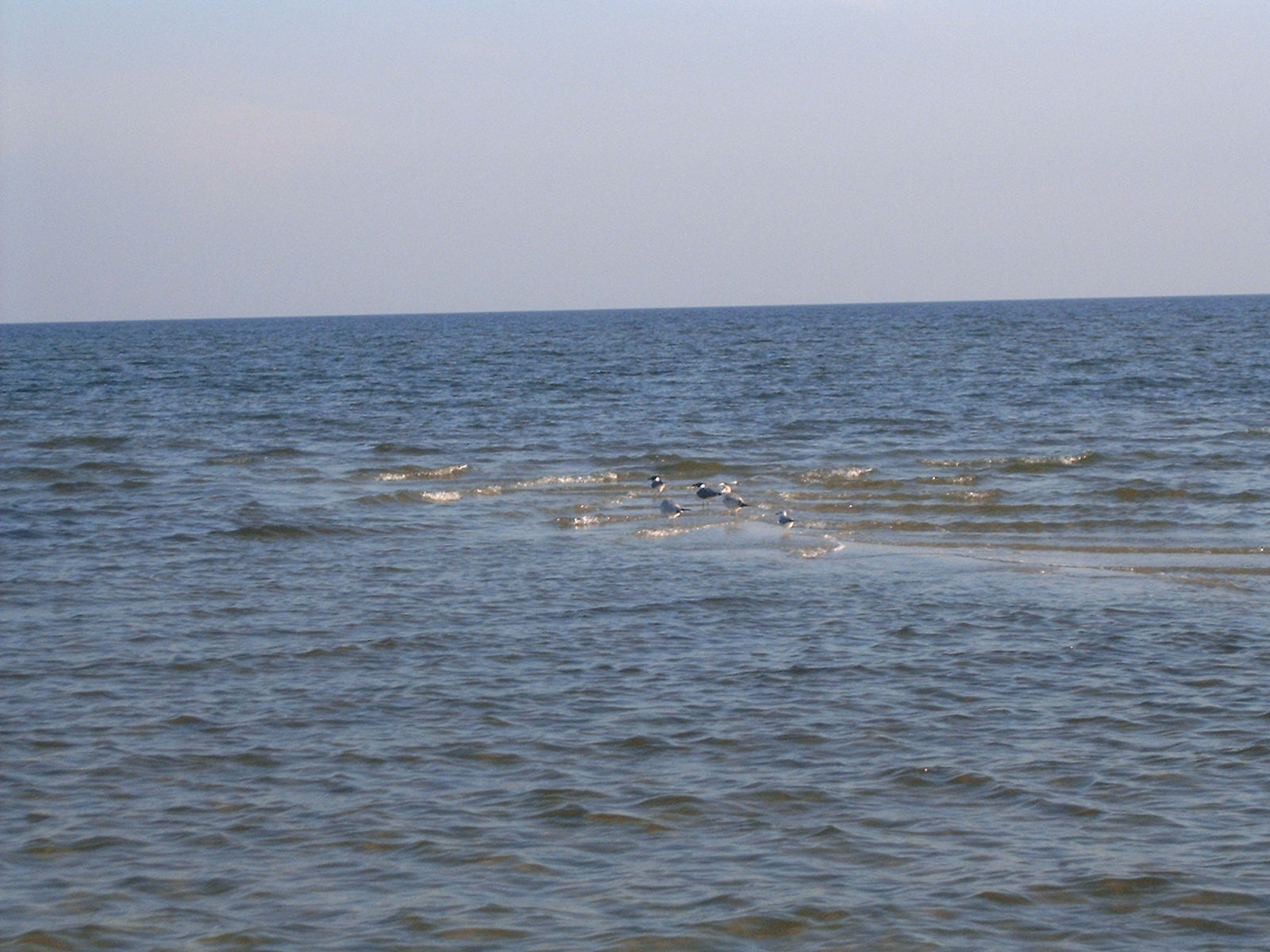
Чайки на мелководье Мексиканского залива
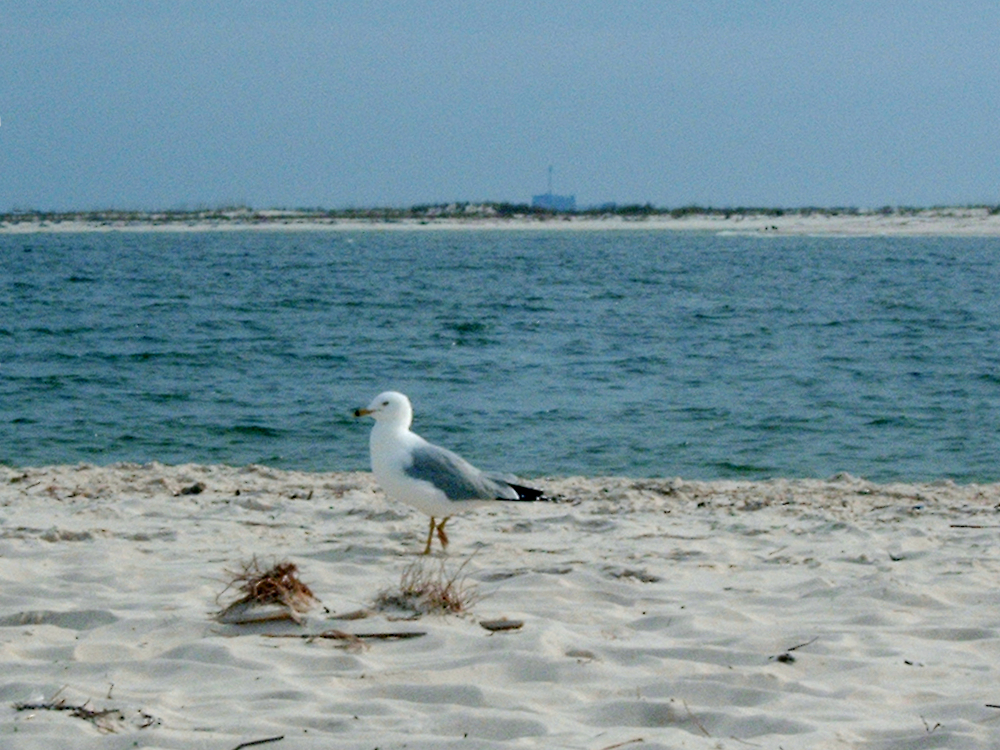
Одиночная чайка у моря
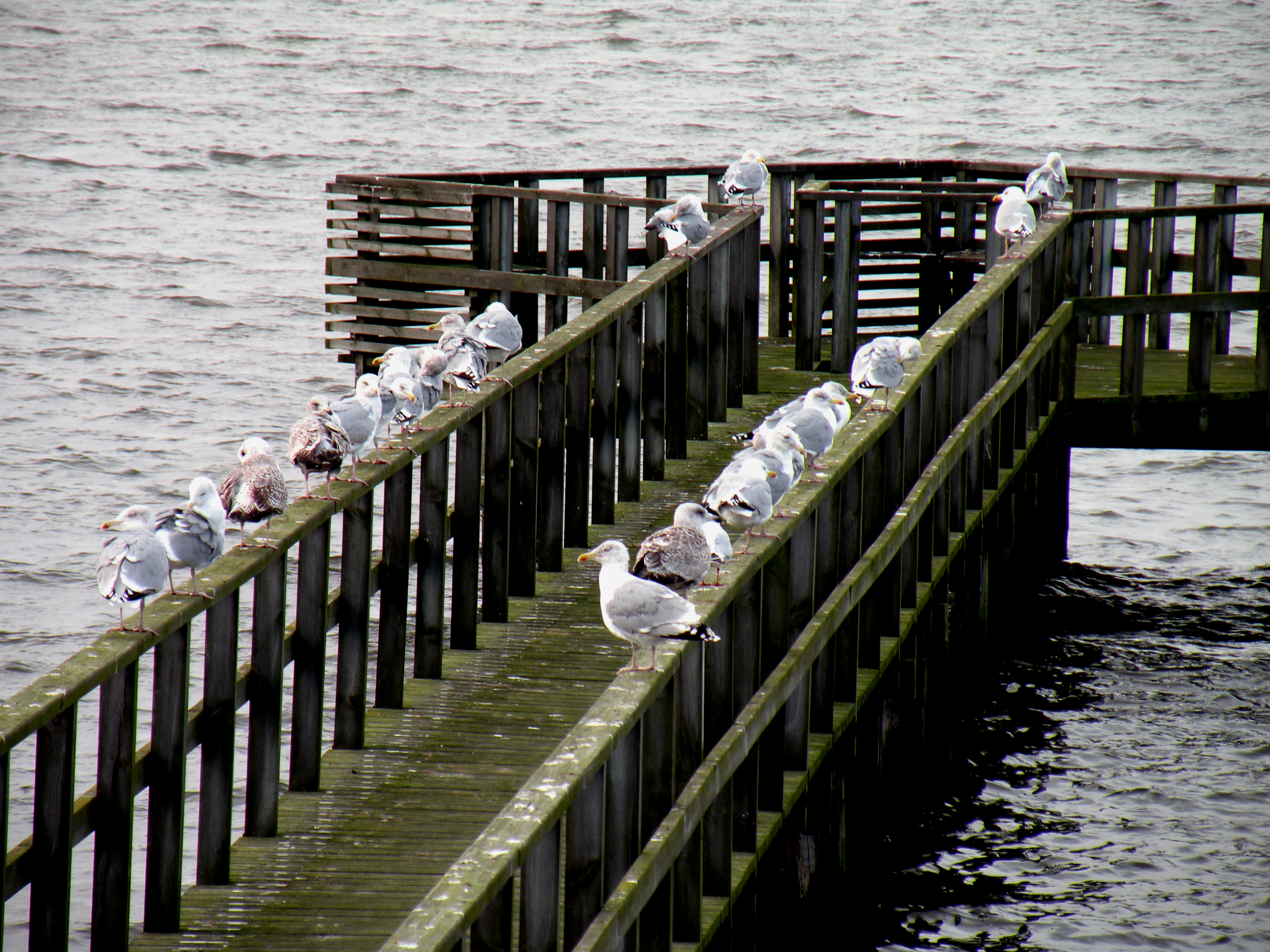
Чайки на берегу пролива Эресунн
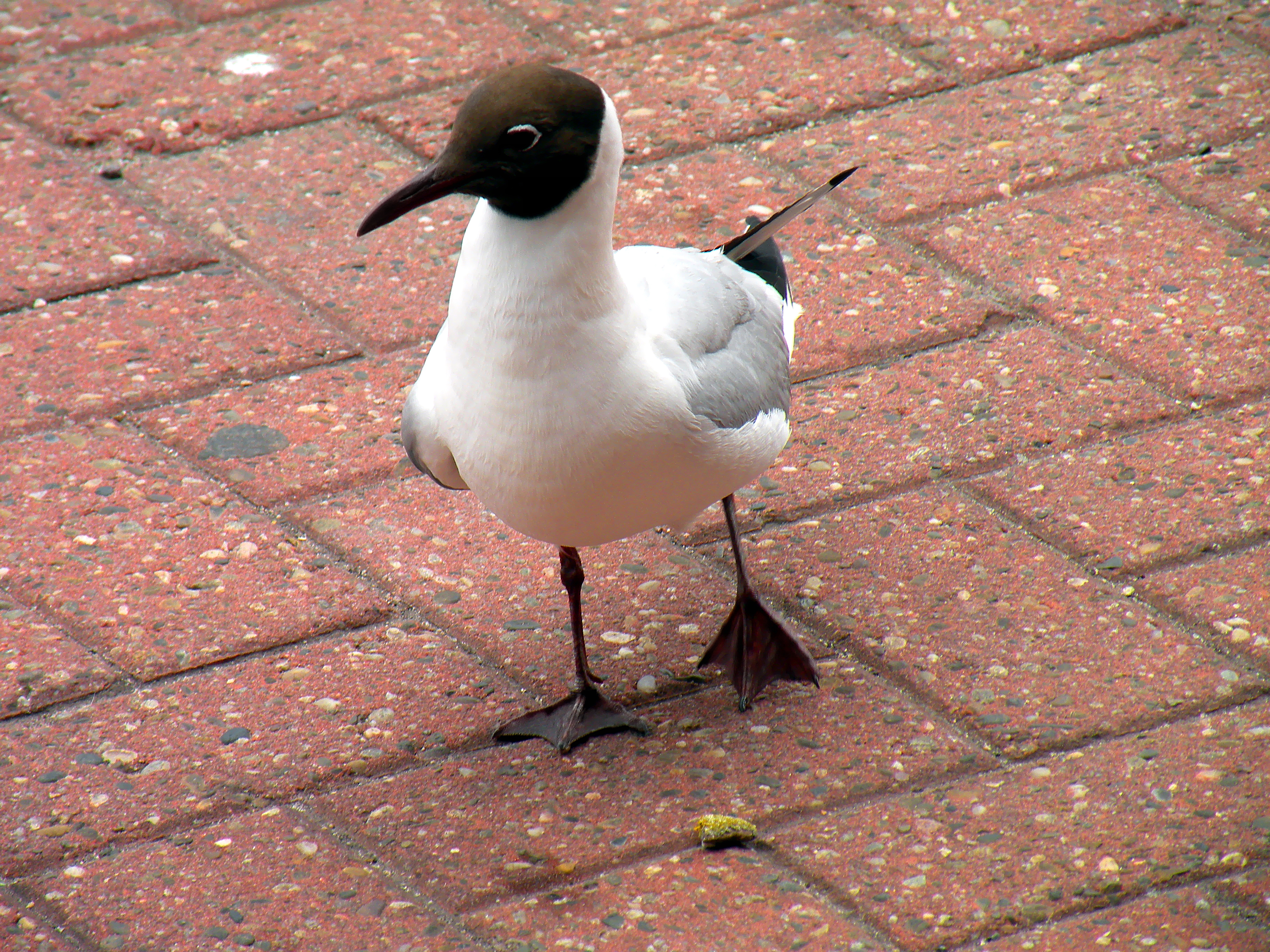
Чайка. Берег Северного моря у города Норден.
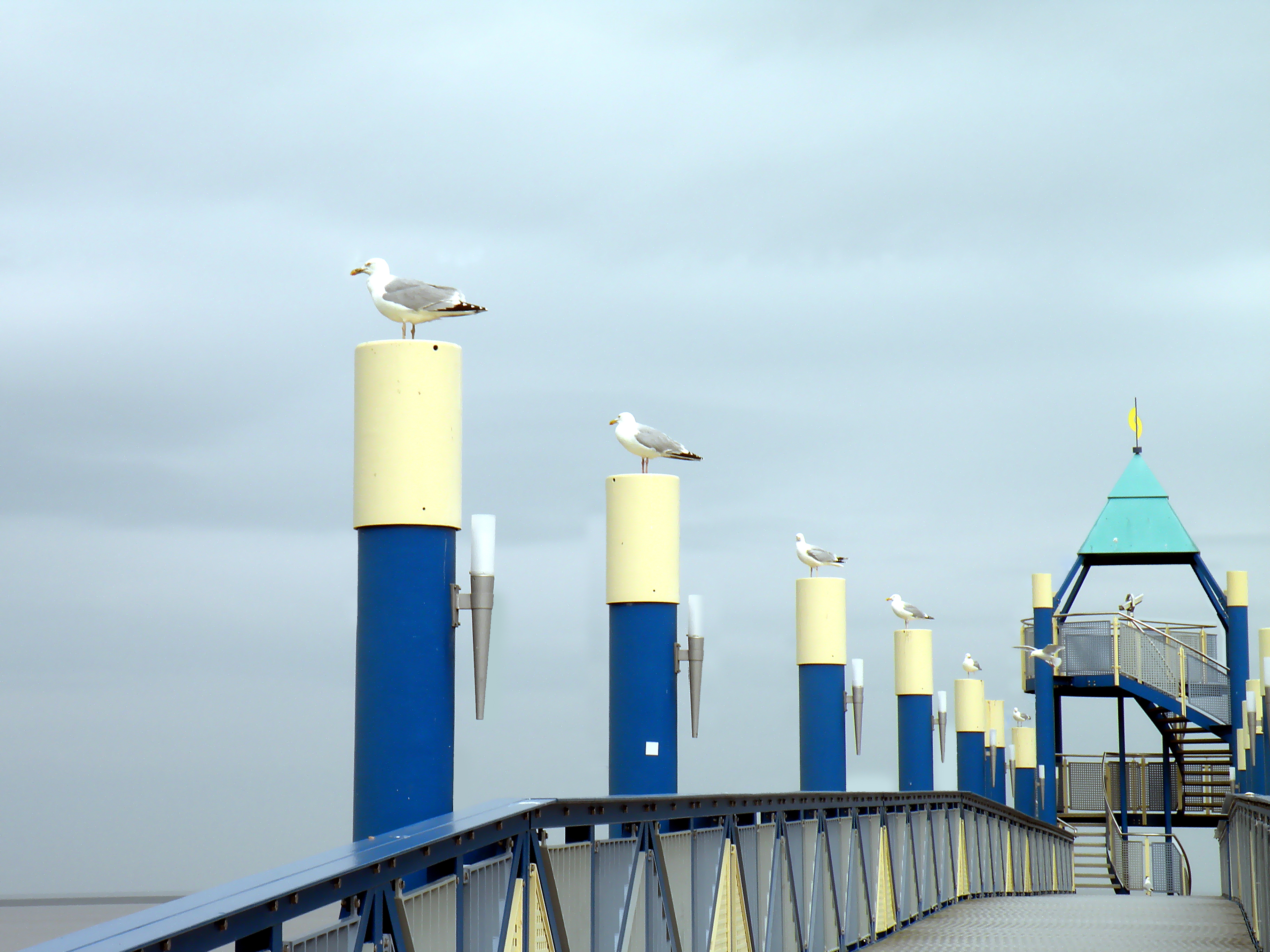
Чайки. Берег Ваттмеер
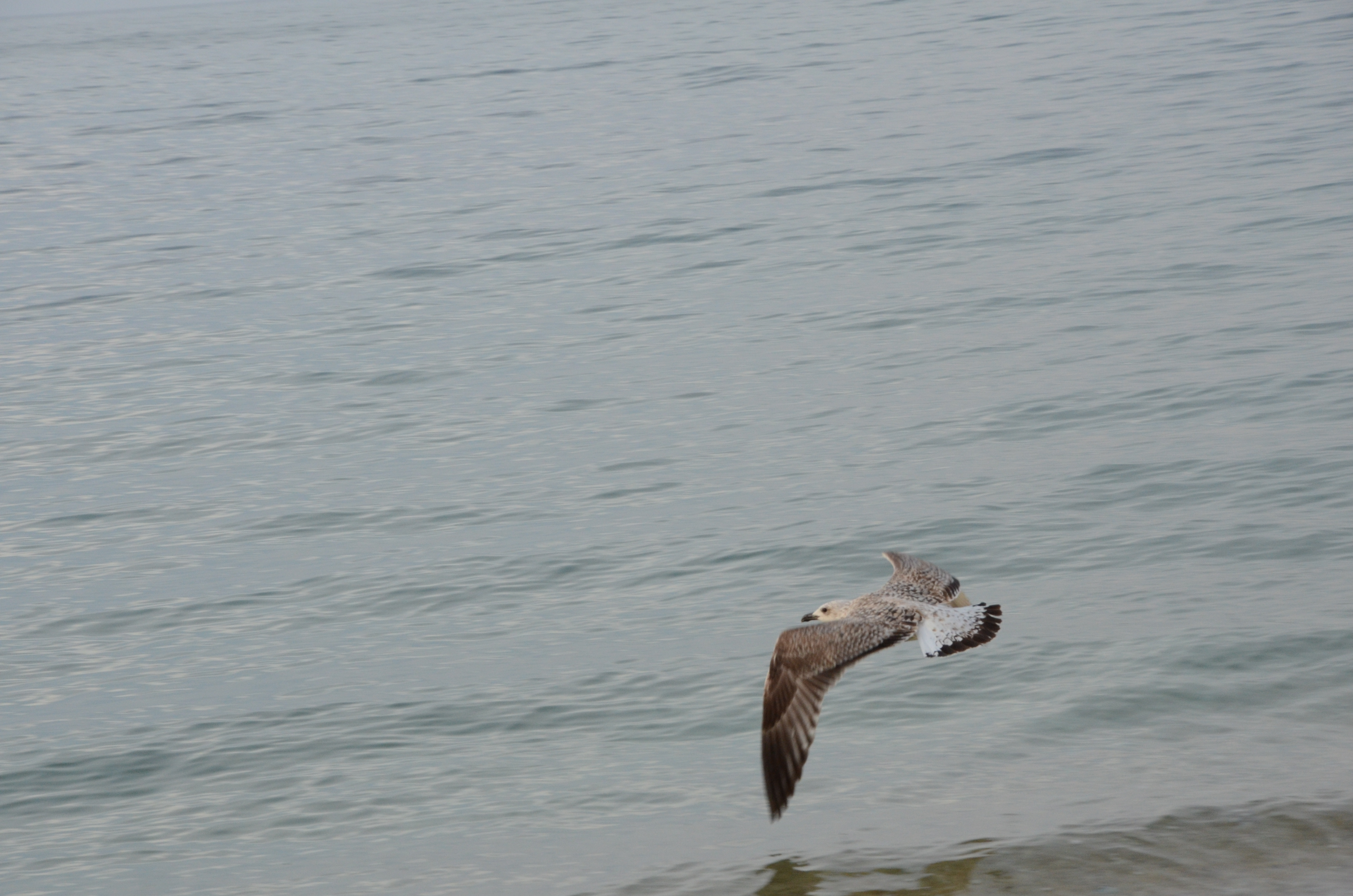
Пролетающая чайка над Чёрным морем
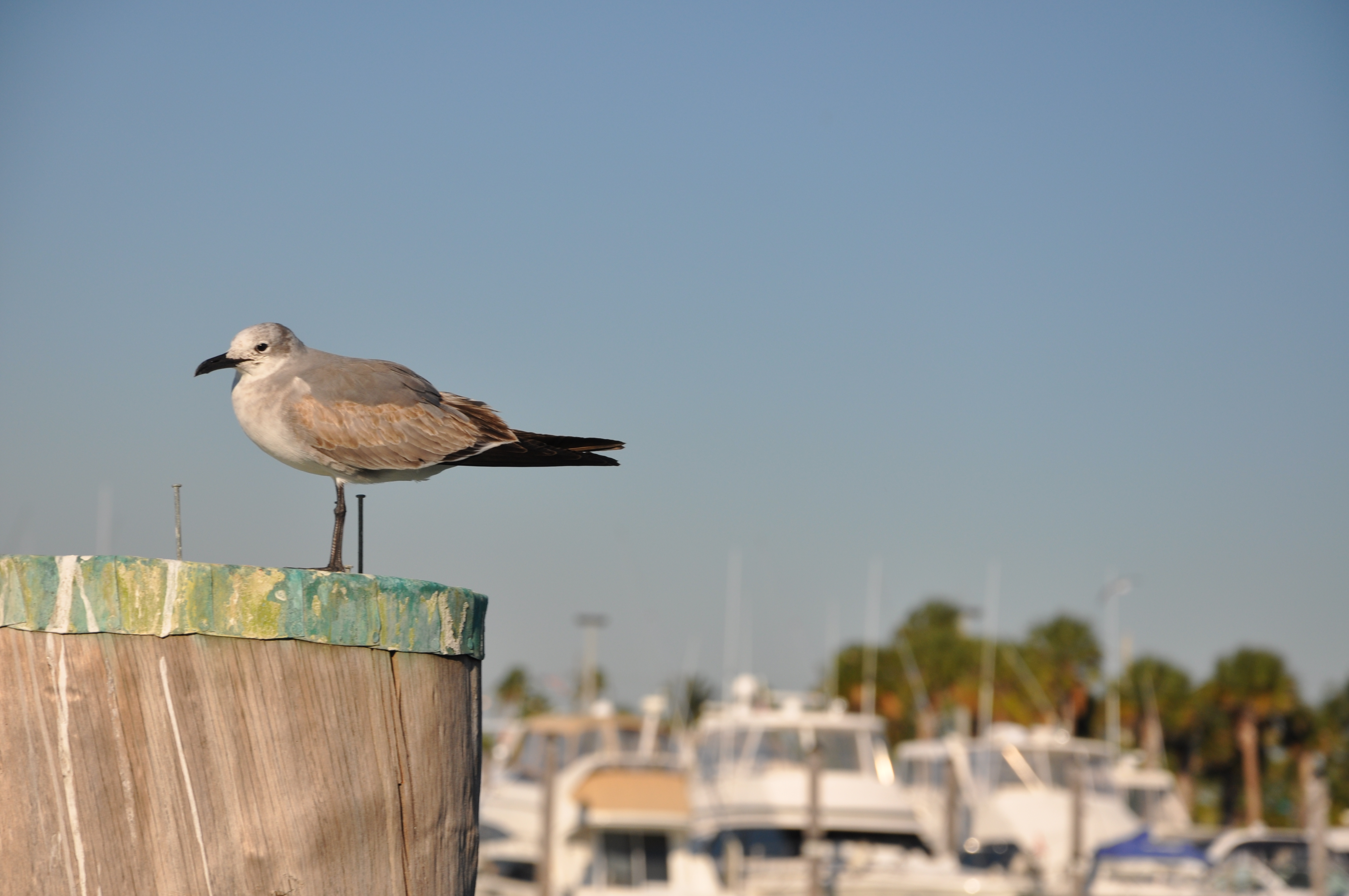
Чайка в гавани Майами
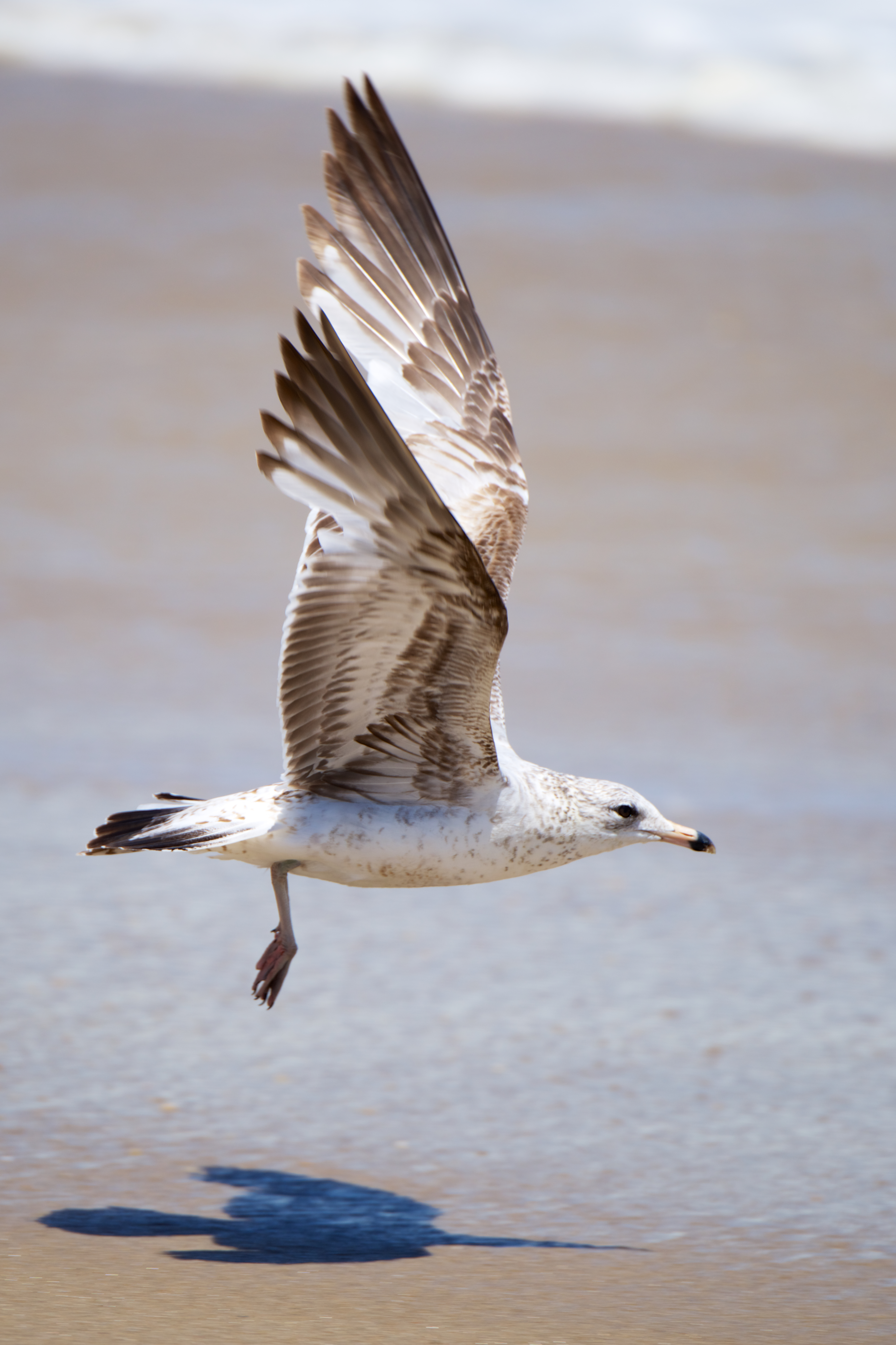
Чайка на берегу Санди-Хук
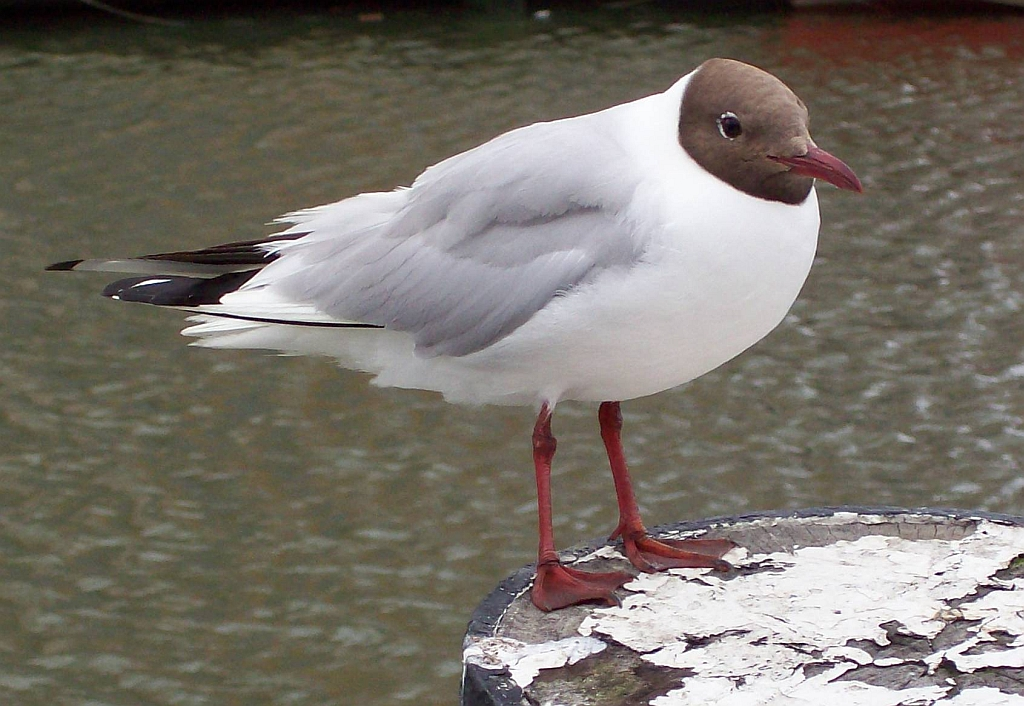
Озёрная чайка
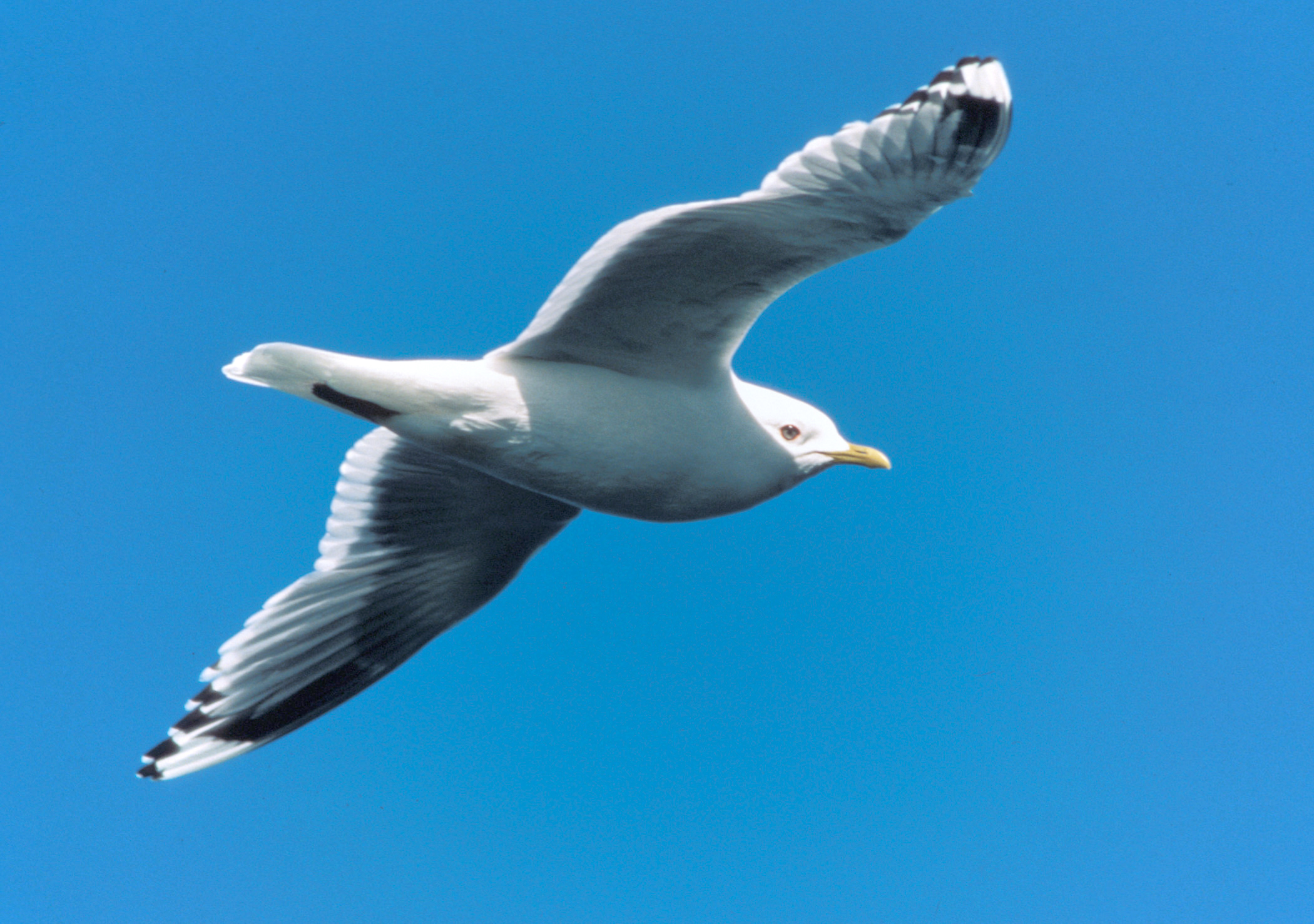
Сизая чайка
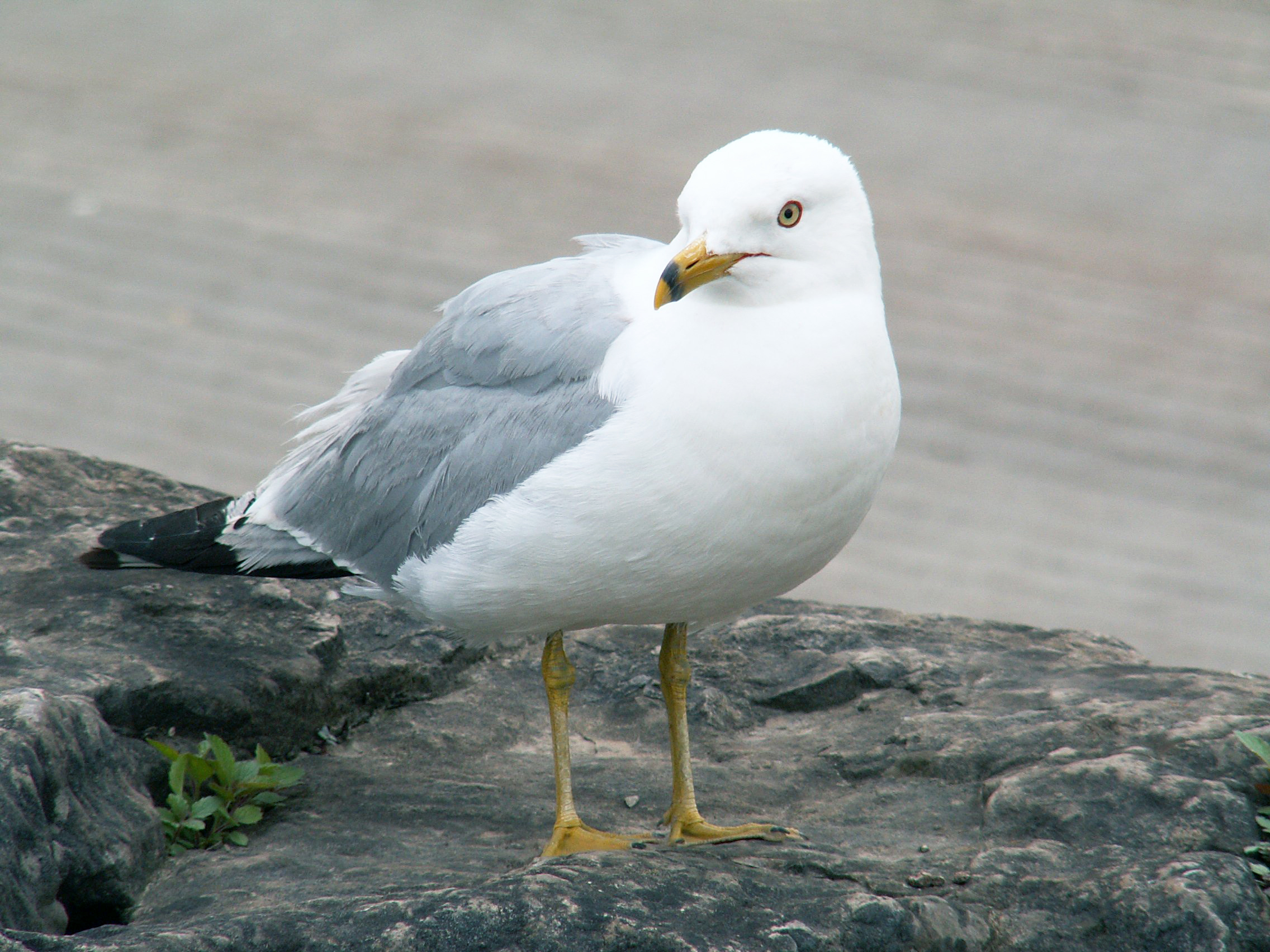
Делавэрская чайка
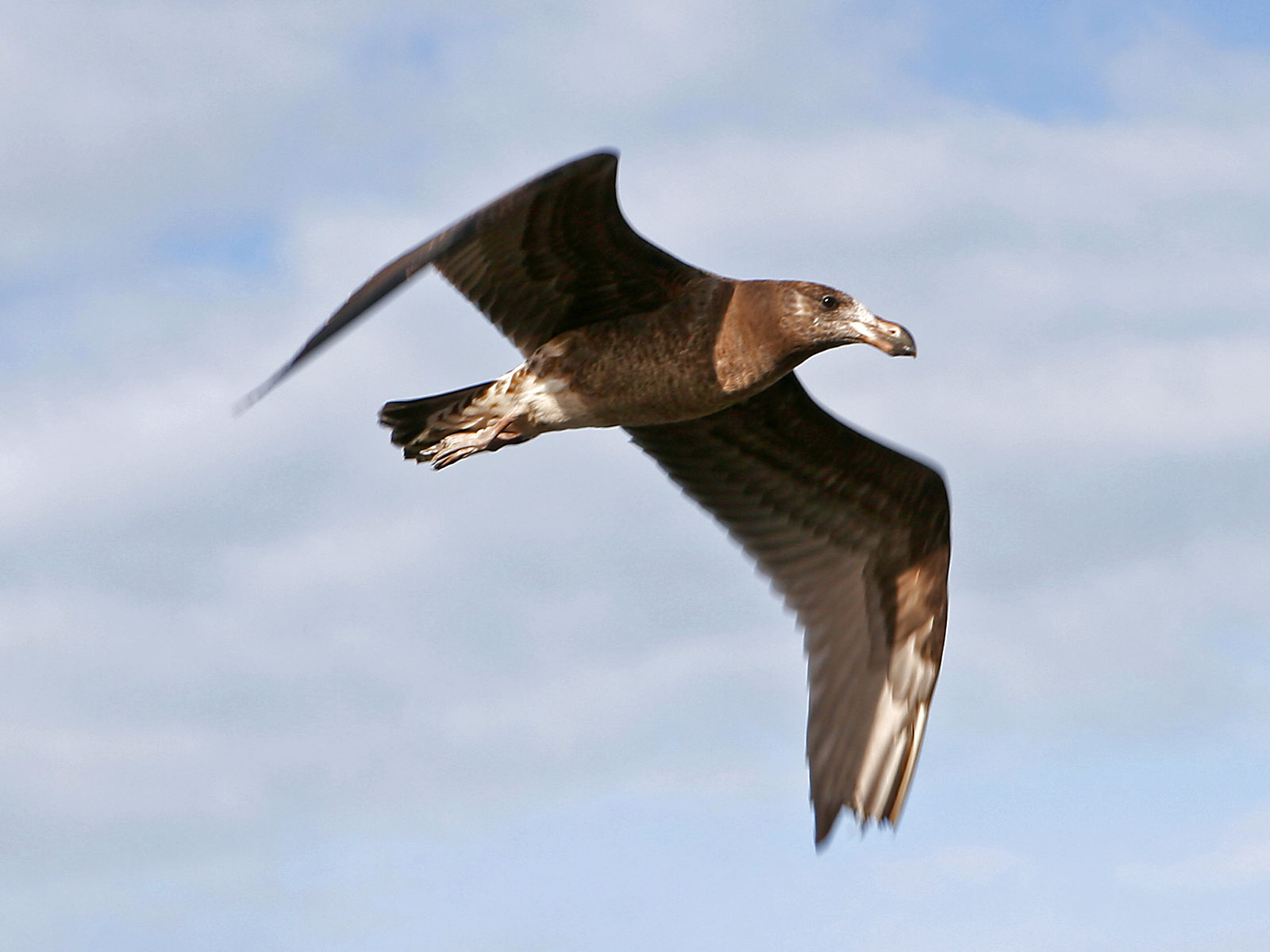
Большеклювая чайка
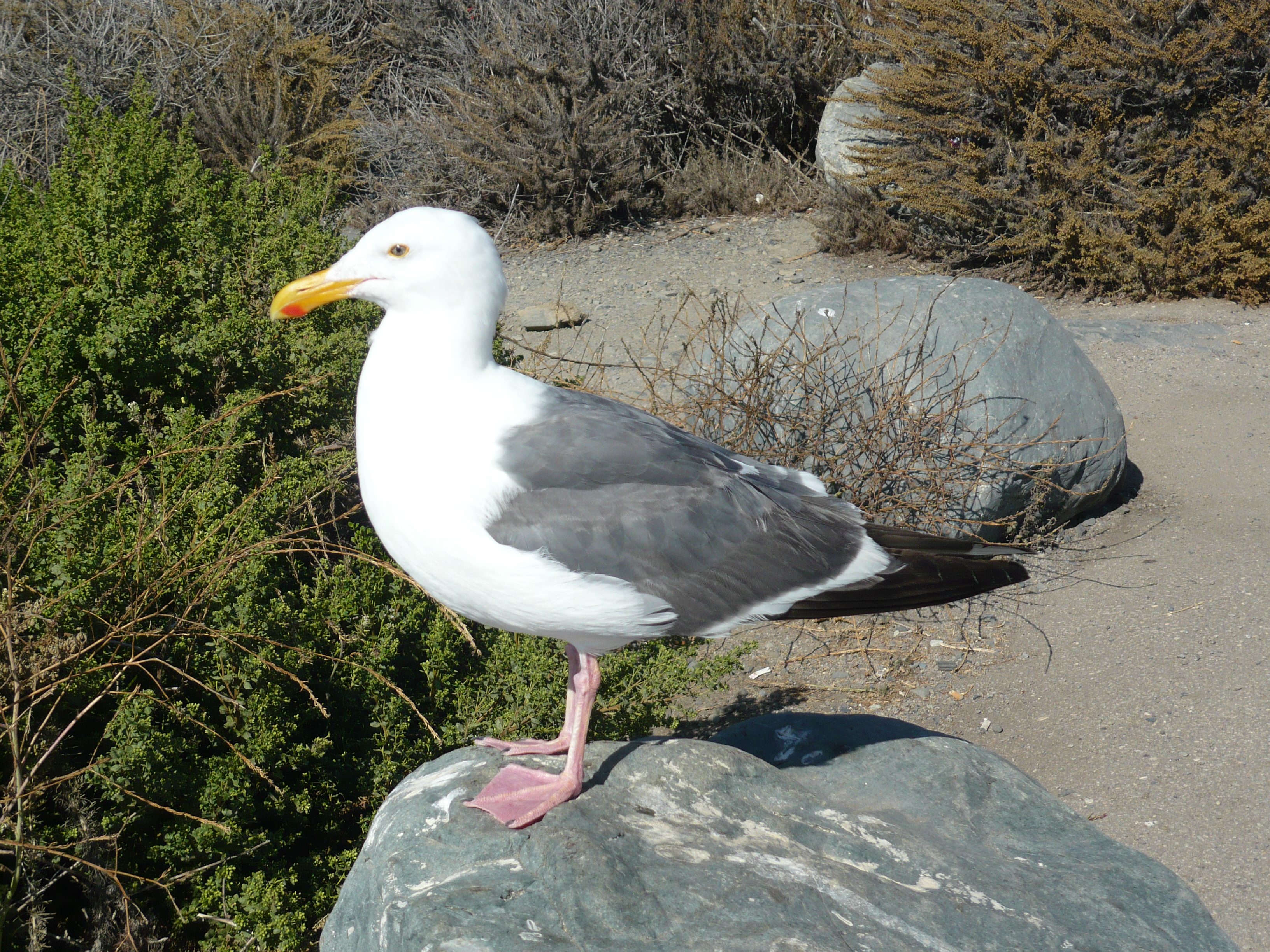
Западная чайка
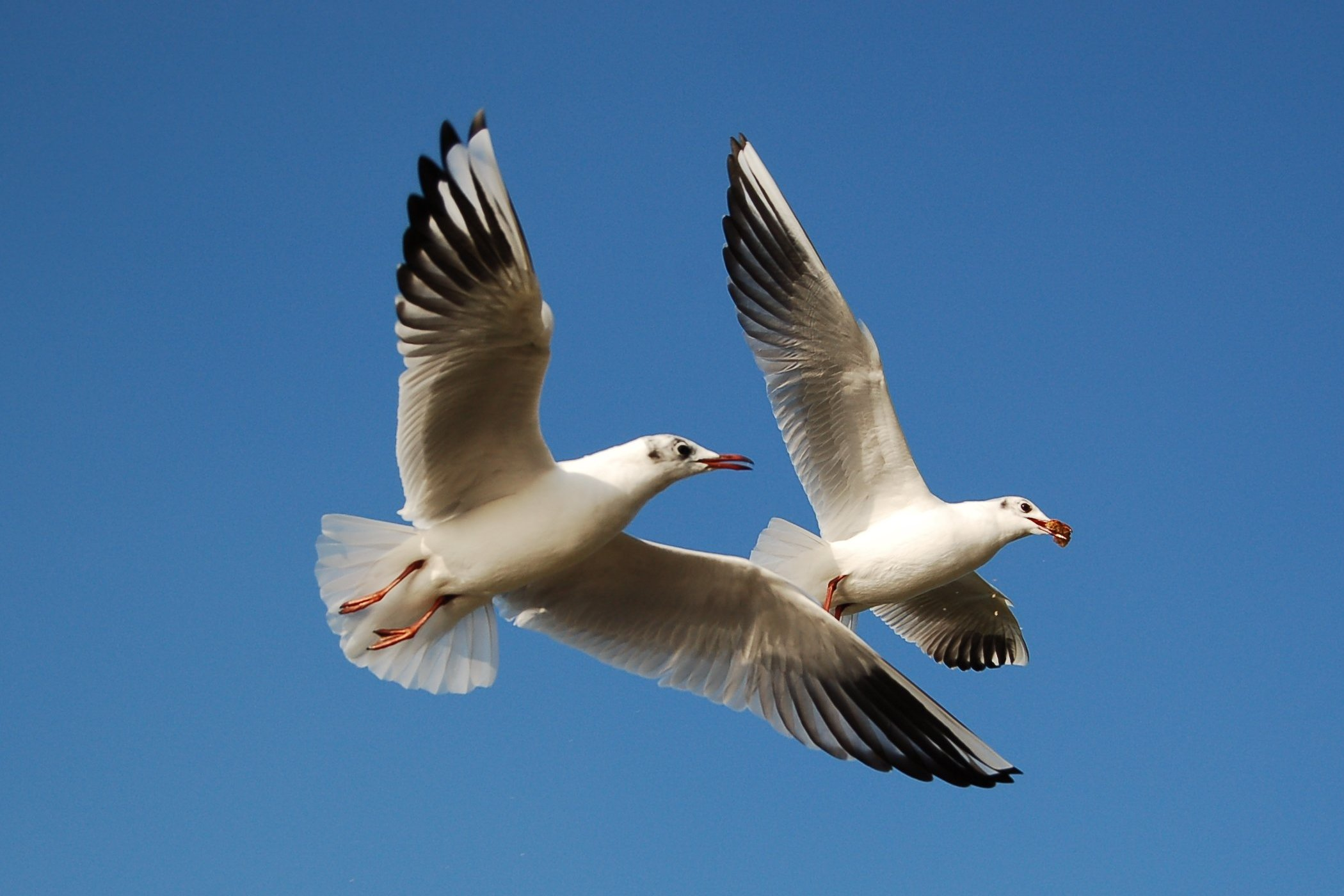
Озёрные чайки
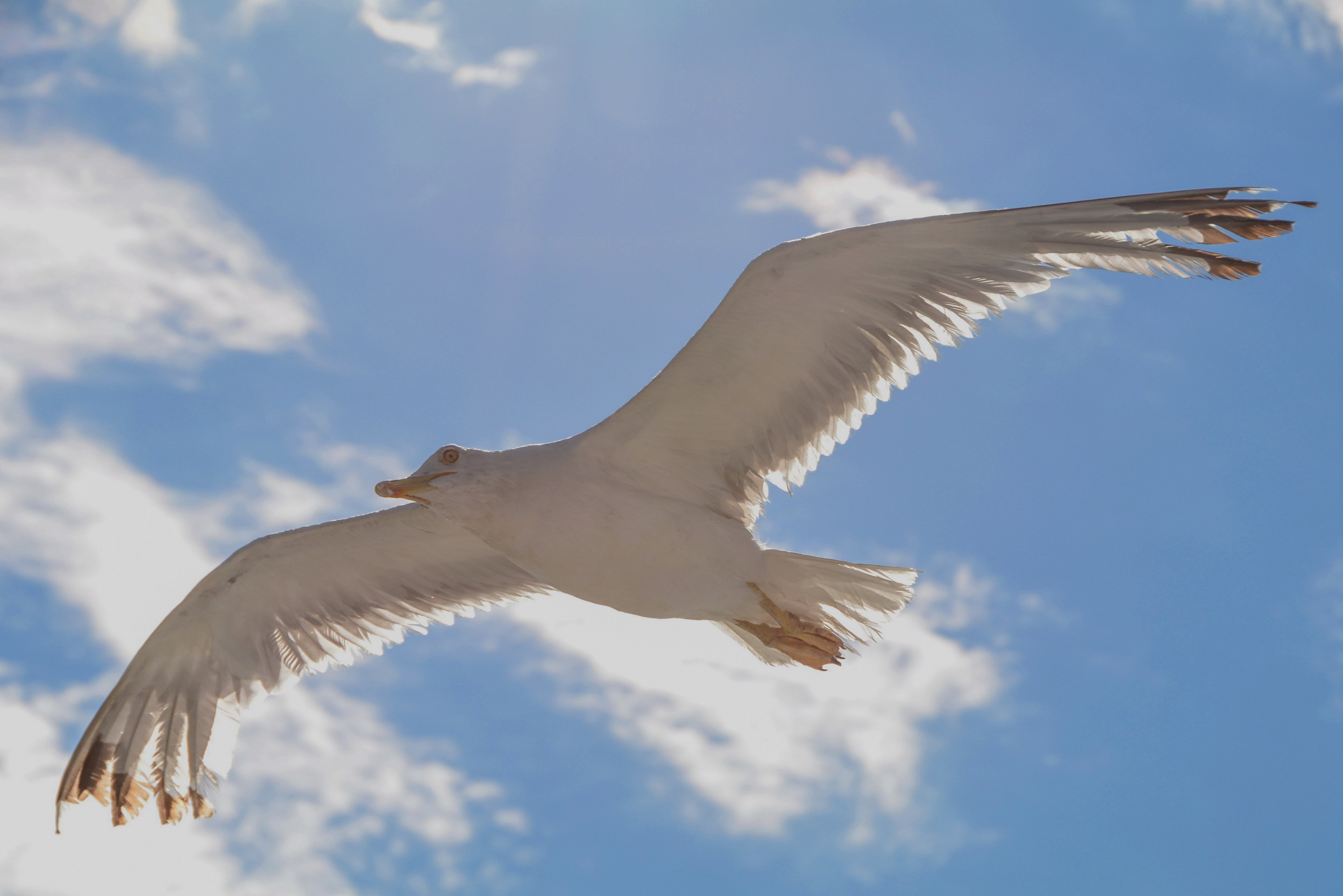
Средиземноморская чайка
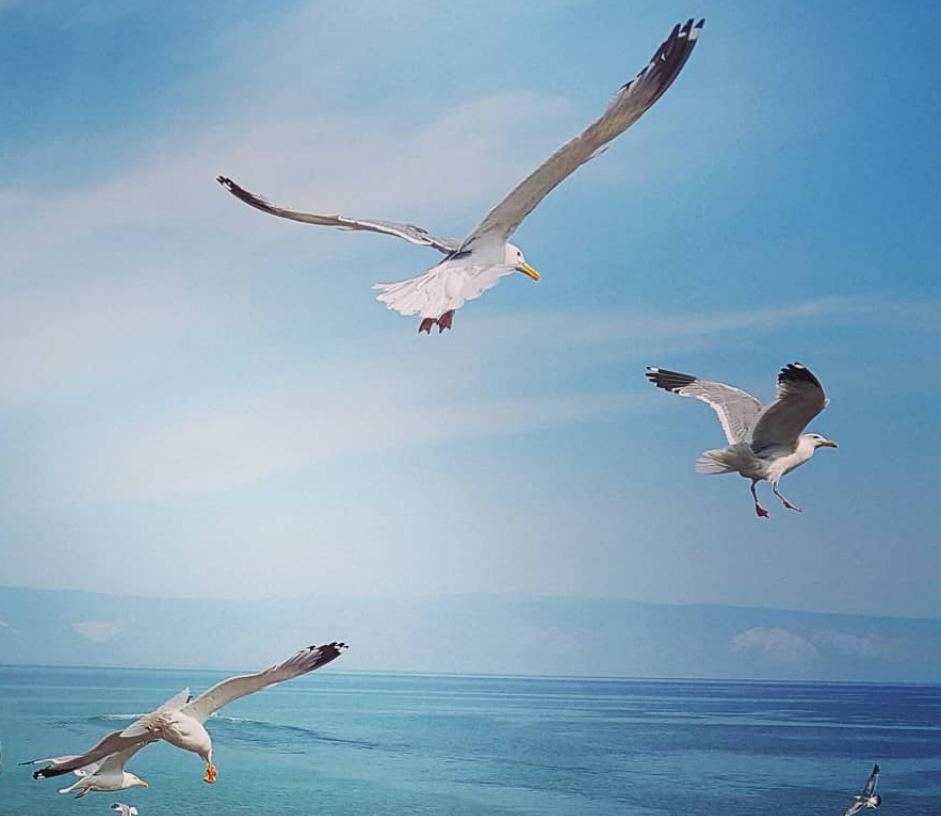
Чайки на острове Ольхон. Озеро Байкал